# كين ميتشيل
كين ميتشيل هو شاعر كندي، ولد في 13 ديسمبر 1940 في موسجاو في كندا.